# Дрейпър
Дрейпър (на английски: Draper) е град в окръг Солт Лейк, щата Юта, САЩ. Дрейпър е с население от 36 873 жители (2006) и обща площ от 78,6 km². Намира се на 1373 m надморска височина. ЗИП кодът му е 84020, а телефонният му код е 385, 801.